# J.R. Pinnock
Danilo Agustin "J.R." Pinnock Glover (nacido el 11 de diciembre de 1983 en Fort Hood, Texas) es un exjugador de baloncesto estadounidense, nacionalizado panameño que jugó durante once temporadas como profesional. Con 1,93 metros de estatura, lo hacía en la posición de Escolta.

## Trayectoria deportiva

### Universidad
Jugó durante tres temporadas con los Colonials de la Universidad George Washington, en las que promedió 12,6 puntos, 4,6 rebotes y 2,1 asistencias por partido. En su primera temporada fue incluido en el mejor quinteto de rookies de la Atlantic-10 Conference tras promediar 9,8 puntos y 3,4 rebotes por partido.
Al año siguiente fue elegido mejor sexto hombre de la conferencia, tras haber sido el segundo mejor anotador de su equipo con 13,5 puntos por partido saliendo en 15 de los 25 partidos disputados desde el banquillo. Ya en ña que sería su última temporada como universitario fue incluido en el mejor quinteto de la A-10.

### Profesional
Fue elegido en la quincuagésimo octava posición del Draft de la NBA de 2006 por Dallas Mavericks, siendo traspasados sus derechos esa misma nocche a Los Angeles Lakers a cambio de una futura segunda ronda del draft. Los Lakers lo ficharon en la pretemporada, pero fue finalmente descartado.
Decidió continuar su carrera en la Basketball Bundesliga, fichando por el Gießen 46ers. Al año siguiente regresó a su país, para jugar en los Arkansas RimRockers de la NBA D-League. En 2007 fichó por los Toros de Chorrillo de Panamá, para marcharse posteriormente al Kolossos Rodou BC de la liga griega, donde en una temporada promedió 17,4 puntos y 5,8 rebotes por partido.
Jugó posteriormente con los Marinos de Anzoátegui de Venezuela, para regresar a Eurpoa para fichar por el Roseto Basket de la LegADue italiana, donde promedió 16,3 puntos y 4,8 rebotes por partido. A partir de ese momento compartió las ligas centroamericanas de verano con las competiciones europeas, jugando actualmente con los Capitanes de Arecibo de la liga de Puerto Rico.